# Dakara (Stargate)
Dakara es un planeta y la capital anterior de la nación libre Jaffa.

## Historia
Mucho antes de que la galaxia fuera colonizada por los Goa'uld o los seres humanos, Dakara era el lugar en donde los Antiguos construyeron un dispositivo de gran alcance, capaz de crear vida donde no había nada. Este dispositivo fue construido dentro de un complejo mayor, y los controles para el arma se ocultaron en un compartimiento pequeño detrás de una pared, con un rompecabezas complejo que actuaba como la combinación de una cerradura. Dicho rompecabezas consistía en un muro escrito en idioma antiguo con cinco círculos que debían ser girados en un determinado orden, de tal forma que en el muro se leyeran frases que, aunque tontas y simples, tuvieran coherencia.
Después de que desaparecieran los Antiguos, los señores del sistema Goa'uld asumieron el control del planeta, que se convirtió en una tierra santa para ellos pero especialmente para los Jaffa. Según las historias Jaffa, Dakara era el planeta donde comenzó su esclavitud. En el templo, a los Jaffa les fue dado su fuerza y longevidad con la primera implantación de symbiotes. El templo es la última tierra santa de los Goa'uld, en la que mantuvieron a los Jaffa leales propagando mentiras de que eran dioses. La misma idea de caminar por Dakara era increíble para los Jaffa libres.

## Guerra contra los Goa'uld
Después de que los Replicantes, bajo el mando de la copia replicante de Samantha Carter llamada a menudo "Replicarter"  comenzaran a invadir la galaxia, matando a´los Goa'uld y asumiendo el control de sus flotas, Bra'tac y Teal'c decidieron que éste era el mejor momento de asumir el control de Dakara, que daría a rebelión de Jaffa una victoria enorme por su propaganda, porque ningún dios admitiría que había perdido el control de una tierra tan santa. Aunque a muchos Jaffa rebeldes no les gustó al principio la idea y pensaron que Teal'c y Bra'tac estaban locos, finalmente aceptaron, y una flota pequeña atacó Dakara. Debido a que el planeta estaba protegido solamente por una pequeña flota y un grupo de soldados (las otras tropas luchaban contra los Replicadores),fue conquistado fácilmente por los rebeldes. No obstante en ese momento el SGC fue informado por Ba'al, de que en Dakara existía un dispositivo antiguo que se podía convertir en una superarma, que trabajaba para Anubis y este último deseaba utilizar el arma para barrer con  toda la vida en la galaxia, para rehacerla después a su deseo (Anubis como se encontraba en estado de semi-ascensión no hubiera sido afectado por el arma). Ba'al envió una flota al planeta y atacó la flota rebelde, mientras que Samantha Carter, con la ayuda de su padre, Jacob Carter, su symbionte Tok'ra, Selmak, e incluso Ba'al en el último momento (ya que si Anubis obtenía el arma él también sería destruido junto con todo ser vivo de la galaxia), modificó el arma adaptándola a la honda mejorada del disruptor (el arma utilizada por el SG-1 para destruir a los replicadores que amenazaban Orilla, y que fue creada a partir de los conocimientos antiguos que en su momento tuvo Jack) y usó el arma para destruir a todos los Replicadores de la galaxia (esto fue posible gracias a que Ba'al instruyó a Carter en cómo hacer que el stargate marcara a todos los portales de la galaxia al mismo tiempo).
La captura del planeta probó a los Jaffa que todavía eran siervos de los Goa'uld, que estos no eran dioses, lo cual condujo a una rebelión general de los Jaffa en contra de sus amos. Combinado con el hecho de que los Goa'uld estaban debilitados después de su guerra en contra de los Replicadores, esto dio lugar a la caída de los señores del sistema y al derrumbamiento del imperio Goa'uld.

## Nación libre
Poco después de esto, se declaró la nación libre Jaffa, con capital en Dakara. En la magnífica ciudad de estilo romano que rodeaba la Superarma, se formó el consejo supremo Jaffa que regiría la nueva nación. Sin embargo Anubis atacó el planeta para recobrar el arma pero en el momento de su triunfo, estando a punto de activarla, desapareció. Fue obra de Oma Desala, el antiguo que fue engañado por Anubis y lo ayudó para que ascendiera, y que se transformó en luz y desapareció con él en un torbellino. El arma fue presuntamente destruida para evitar que Anubis o cualquier persona la utilizase. 

## Guerra contra los Ori
Dos años después, el supremo consejo Jaffa, autorizó el uso del arma, que no había sido destruida según los requisitos de su tratado con la tierra, en un ataque en contra de los Ori. En vez de atacar directamente a sus ejércitos, el arma fue utilizada en contra de un planeta recientemente conquistado donde se encontraban los cruceros de batalla Ori, aniquilando a millares de seres humanos inocentes.
Era la intención de los Jaffa matar a todos los tripulantes a bordo y tomar el control de los cruceros de batalla abandonados. Cuando utilizaran el arma un par de veces más, podrían capturar una gran flota. Sin embargo, a bordo de una de las naves estaba Adria, que fue protegida contra los efectos del arma por un protector personal en su collar. Ella pudo fácilmente superar a los Jaffa y al SG-1 que se encontraban en la nave, y después encontrar la posición del arma, la única amenaza verdadera para la invasión de los Ori: fijó el curso para Dakara, destruyendo totalmente el arma y conquistando el planeta en el proceso.

## El Arca de la Verdad
En la película The Ark of Truth, Daniel Jackson tuvo una visión sobre que el dispositivo llamado el Arca de la Verdad se hallaba en un lugar donde una montaña explotaba. Daniel relacionó esto con la destrucción del Superarma de Dakara, en la temporada 10. El SG-1 viaje entonces al planeta, y halla bajo unas ruinas una caja que suponen que es el Arca. Sin embargo, cuando los ejércitos Ori llegan, Tomin dispara a la caja, revelando que no se trata de la verdadera.
- Datos: Q22221